# Тростянецька сільська рада (Ямпільський район)
| Тростянецька сільська рада — колишній орган місцевого самоврядування у Ямпільському районі Вінницької області з адміністративним центром у с. Тростянець. Сільській раді підпорядковані населені пункти: - с. Тростянець - с. Вітрівка - с. Гонорівка - с. Лаврівка - с. Регляшинці |

## Склад ради
Рада складається з 20 депутатів та голови.

## Керівний склад сільської ради
| ПІБ                   | Основні відомості                                                               | Дата обрання | Дата звільнення |
| --------------------- | ------------------------------------------------------------------------------- | ------------ | --------------- |
| Маркітан Федір Якович | Сільський голова, 1958 року народження, освіта, безпартійний                    | 26.03.2006   | 31.10.2010      |
| Маркітан Федір Якович | Сільський голова, 1958 року народження, освіта середня спеціальна, безпартійний | 31.10.2010   |                 |

Примітка: таблиця складена за даними джерела

## Населення
Згідно з переписом УРСР 1989 року чисельність наявного населення сільської ради становила 3166 осіб, з яких 1434 чоловіки та 1732 жінки.
За переписом населення України 2001 року в селі мешкало 2690 осіб.

### Мова
Розподіл населення за рідною мовою за даними перепису 2001 року:
| Мова       | Відсоток |
| ---------- | -------- |
| українська | 98,37 %  |
| російська  | 1,04 %   |
| молдовська | 0,48 %   |
| білоруська | 0,07 %   |